# Ripa Teatina
Ripa Teatina – miejscowość i gmina we Włoszech, w regionie Abruzja, w prowincji Chieti.
Według danych na rok 2004 gminę zamieszkiwały 3824 osoby, 191,2 os./km².